# Posopowo
Posopowo (biał. Посапава, Posapawa; ros. Посопово, Posopowo) – wieś na Białorusi, w obwodzie mińskim, w rejonie miadzielskim, w sielsowiecie Słoboda.

## Historia
W czasach zaborów ówczesny folwark w granicach Imperium Rosyjskiego.
W dwudziestoleciu międzywojennym folwark a następnie kolonia leżała w Polsce, w województwie wileńskim, w powiecie duniłowickim (od 1926 postawskim), w gminie Miadzioł, a następnie w gminie Hruzdowo.
Według Powszechnego Spisu Ludności z 1921 roku zamieszkiwało tu 75 osób, 51 było wyznania rzymskokatolickiego a 24 prawosławnego. Jednocześnie 52 mieszkańców zadeklarowało polską a 23 białoruską przynależność narodową. Było tu 5 budynków mieszkalnych. W 1931 w 17 domach zamieszkiwało 101 osób.
Wierni należeli do parafii rzymskokatolickiej i prawosławnej w Hruzdowie. Miejscowość podlegała pod Sąd Grodzki w Postawach i Okręgowy w Wilnie; właściwy urząd pocztowy mieścił się w Hruzdowo.
Po agresji ZSRR na Polskę w 1939 roku wieś znalazła się w granicach BSRR. W latach 1941–1944 była pod okupacją niemiecką. Następnie leżała w BSRR. Od 1991 roku w Republice Białorusi.